# Dominicomyia brasiliensis
Dominicomyia brasiliensis är en tvåvingeart som beskrevs av Robinson 1977. Dominicomyia brasiliensis ingår i släktet Dominicomyia och familjen styltflugor. Inga underarter finns listade i Catalogue of Life.